# Elektronski rokovnik
Elektornski rokovnik je ime za džepni elektronski uređaj koji ima osnovne funkcije rokovnika: kalendar, lista, adresar, podsjetnik i memo. Mnogi uređaji imaj malu tipkovnicu, ili koriste ulaz preko zaslona. Složeniji uređaji imaju mogućnost spajanja na računalo preko serijskog spoja kao RS-232, USB ili preko infracrvenog serijskog međusklopa Ir-DA, koje omogućava korisniku da uskladi svoje podatke s elektronskog rokovnika s podatcima koji su spremljeni na računalu u sličnim aplikacijama.